# 고 녀석 맛나겠다
《고 녀석 맛나겠다》(일본어: おまえうまそうだな)는 공룡을 소재로 한 아동 동화이자, 만화 영화이다.

## 개요
영화 《고 녀석 맛나겠다》는 미야니시 타츠야의 공룡 그림책 시리즈를 바탕으로 만들어진 애니메이션이다. 2003년 일본 포플라사에서 티라노사우루스가 주인공인 《고 녀석 맛있겠다: おまえうまそうだな 》 발표하였고, 출간 후 베스트셀러가 되어 그 해에 15만부 이상이 판매되었다. 인기에 힘입어 시리즈로 제작하였다. 2011년 현재 일본에서는 총 9권의 그림책이 출간되었으며, 대한민국에는 4편까지 소개가 되었다.
미야니시 타츠야의 공룡 그림책 시리즈 중에서 많은 사람들에게 더욱 감동을 주었던 《고 녀석 맛있겠다》,《넌 정말 멋져》,《영원히 널 사랑할 거란다》를 엮은 이야기를 2010년 극장판 애니메이션으로 제작되었다.

## 줄거리
머 
나 
먼 
옛 
날 
, 육식공룡 티라노사우르스 ‘하트’는 길에서 공룡알 하나를 발견한다. 
건드리자마자 알에서 깨어난 초식공룡 아기 안킬로사우르스는 자신을 한입에 냉큼 삼킬 생각에 “고 녀석 맛나겠다”라고 군침을 흘리는 ‘하트’를 무서워하지 않는다.
아기공룡은 ‘맛나’가 자신의 이름인 줄 알고 ‘하트’를 아빠라고 부르며 따르게 되고, 얼떨결에 아빠가 되어버린 육식공룡 ‘하트’와 그런 아빠를 무서워하지 않는 초식공룡 아들 ‘맛나’의 아슬아슬하고도 신나는 모험이야기이다.

## 등장인물
- 야마구치 캇페이 (더빙 : 최재호) - 하트 역
- 카토 세이시로 (더빙 : 정선혜) - 맛나 역
- 하라다 토모요 (더빙 : 안경진) - 엄마 역
- 베쇼 테츠야 - 바쿠 역